# Mishicot
Mishicot is een plaats (village) in de Amerikaanse staat Wisconsin, en valt bestuurlijk gezien onder Manitowoc County.

## Demografie
Bij de volkstelling in 2000 werd het aantal inwoners vastgesteld op 1422. In 2006 is het aantal inwoners door het United States Census Bureau geschat op 1401, een daling van 21 (-1,5%).

## Geografie
Volgens het United States Census Bureau beslaat de plaats een oppervlakte van 6,6 km², geheel bestaande uit land. Mishicot ligt op ongeveer 208 m boven zeeniveau.

## Plaatsen in de nabije omgeving
De onderstaande figuur toont nabijgelegen plaatsen in een straal van 16 km rond Mishicot.